# Рота поліції «Кривбас»
Рота поліції «Кривбас» — спецпідрозділ патрульної служби поліції особливого призначення Головного управління Національної поліції в Дніпропетровській області.

## Історія
У квітні 2014 року голова МВС України Арсен Аваков оголосив про створення добровольчого корпусу спецпідрозділів МВС з охорони громадського порядку — батальйонів та рот патрульної служби міліції особливого призначення (ПСМОП). Начальник Криворізького міського управління (КМУ) ГУМВС України в Дніпропетровській області Андрій Гречух виступив у червні з ініціативою створити на базі КМУ УМВС України у Дніпропетровській області роту спеціального призначення «Кривбас». Командиром роти був призначений начальник Інгулецького районного відділу КМУ УМВС України у Дніпропетровській області Ігор Сапига, який зайнявся її формуванням в прискореному режимі.
2 червня 2014 року в структурі батальйону патрульної служби міліції особливого призначення  «Дніпро-1» було створено окрему роту «Кривбас». Набір в нову роту здійснювався серед співробітників правоохоронних органів та військовослужбовці Збройних сил України, серед яких були учасники бойових дій та міжнародних миротворчих операцій, а також патріотично налаштовані цивільні особи.
В найважчий період 2014-2015 років підрозділ «Кривбас» вісім з половиною місяців несли бойову службу на «нулі» на лінійці Лебединське-Широкино в Донецькій області.
У 2015 році спецпідрозділ реорганізовано в роту патрульної служби поліції особливого призначення «Кривбас» Головного управління Національної поліції в Дніпропетровській області.
За десять років з 2014 по 2024 рік підрозділ виконував завдання з захисту конституційного ладу на сході України від російської збройної агресії та підтримання правопорядку в м. Кривий Ріг.
2 червня 2024 року підрозділ розформували в рамках реорганізації структури Головного управління Національної поліції в Дніпропетровській області.

## Шефська допомога
З розв'язанням питань матеріального забезпечення батальйону допомагають небайдужі мешканці м. Кривого Рогу, а також підприємства, благодійні фонди, такі громадські організації, як «Автомайдан» і «Жіноча сотня», вірменська та азербайджанська діаспори міста.

## Символіка
Маючи свої власні ідентифікаційні емблеми, міліційний батальйон «Кривбас» та 40-й батальйон територіальної оборони «Кривбас» одночасно використовували регіональний символ — емблему «Козак Кривий Ріг» з креативним зображенням легендарного засновника м. Кривий Ріг.

## Інциденти та критика
25 жовтня 2021 року, працівники ДБР викрили великий склад зброї та боєприпасів у с. Тоненьке Ясинуватського району Донецької області, який зловмисники незаконно облаштували в схроні на території роти патрульної служби поліції особливого призначення «Кривбас» Національної поліції України. За оперативною інформацією, військові засоби ураження були необлікованими, а організатори планували вивезти їх до іншої області для перепродажу. Зокрема було вилучено 133 пакунки з предметами, зовні схожими на: постріли гранатометні різної модифікації – 89 од.; реактивні протитанкові гранати різної модифікації – 178 од.; ручні гранати різних модифікацій – 336 од.; запали – 329 од., а також приблизно 56 тис. набоїв різного калібру, запали для протитанкових мін, димові шашки. Досудове розслідування у кримінальному провадженні здійснюється за статтею незаконного поводження зі зброєю, бойовими припасами або вибуховими речовинами (ч. 1 ст. 263 КК України).